# 安德列謝尼鄉
47°32′N 27°17′E / 47.533°N 27.283°E
安德列謝尼鄉（羅馬尼亞語：Comuna Andrieșeni, Iași），是羅馬尼亞的鄉份，位於該國東北部，由雅西縣負責管轄，面積92平方公里，海拔高度59米，2007年人口4,420，人口密度每平方公里48人。